# St. Kilian (Oberndorf)

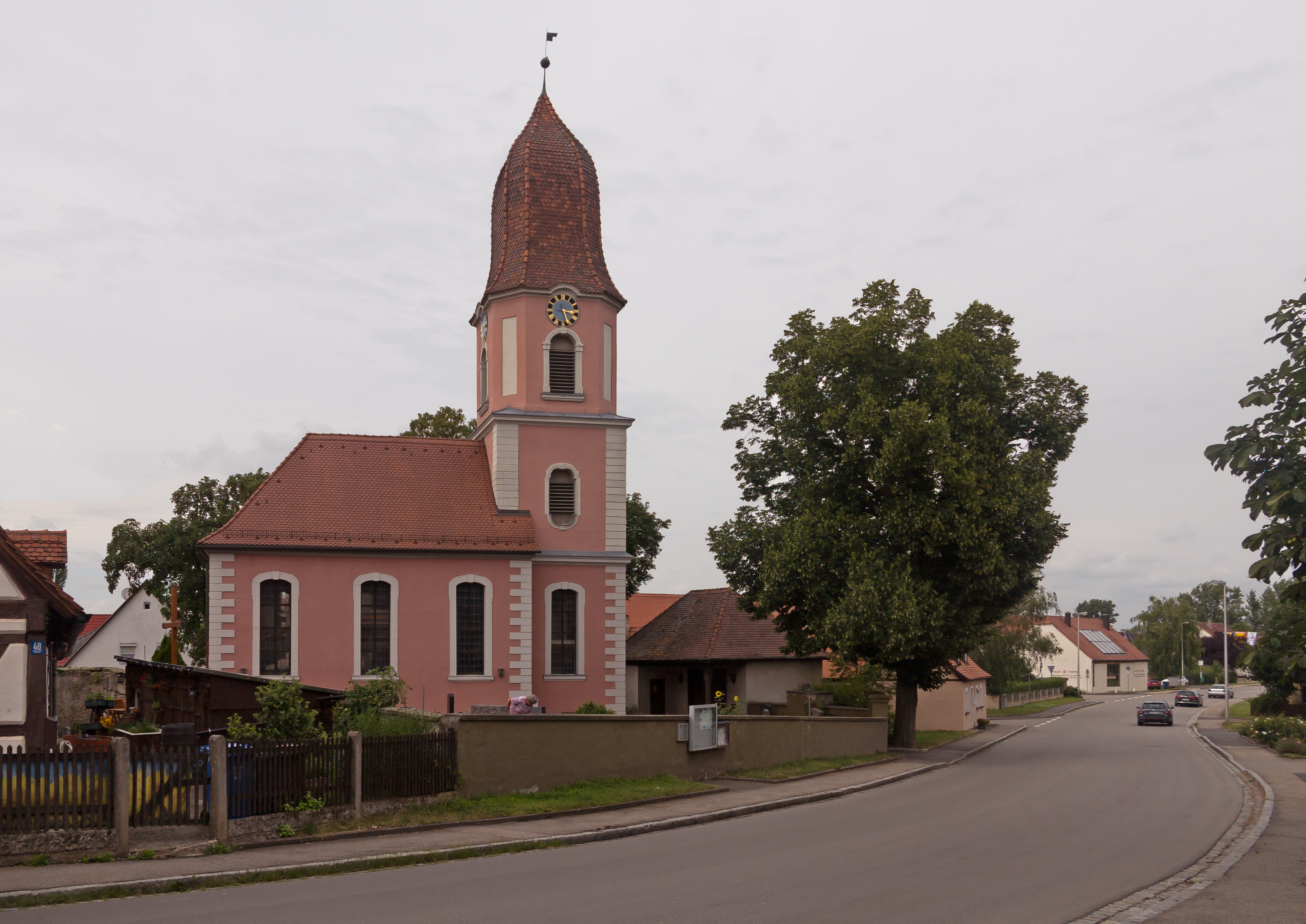
St. Kilian in Oberndorf

Die denkmalgeschützte, evangelische Filialkirche St. Kilian steht in Oberndorf, einem Gemeindeteil des Marktes Ipsheim im Landkreis Neustadt an der Aisch-Bad Windsheim (Mittelfranken, Bayern). Die Pfarrkirche ist unter der Denkmalnummer D-5-75-135-24 als Baudenkmal in der Bayerischen Denkmalliste eingetragen. Die Kirche gehört zur Pfarrei Ipsheim im Dekanat Bad Windsheim im Kirchenkreis Ansbach-Würzburg der Evangelisch-Lutherischen Kirche in Bayern.

## Beschreibung
Die Saalkirche in ihrer jetzigen Gestalt mit dem markanten achtseitigen Helm des dreigeschossigen Kirchturms auf quadratischem Grundriss wurde nach der Zerstörung des Vorgängerbaus im Dreißigjährigen Krieg unter Markgraf Alexander (Brandenburg-Ansbach-Bayreuth) 1761 im Baustil des Rokoko neu aufgebaut. Das oberste Geschoss mit abgeschrägten Ecken beherbergt die Turmuhr und den Glockenstuhl, in dem drei Kirchenglocken hängen, die älteste wurde 1566 gegossen. Die Wandmalereien, der Stuck, das Taufbecken und die Kronleuchter stammen aus dem Jahr 1770.